# Lena Ek
Lena Margareta Ek, född Hemmingsson 16 januari 1958 i Mönsterås, är en svensk folkrättsjurist och politiker (centerpartist). Hon var Sveriges miljöminister 2011-2014. Tidigare har hon även varit aktiv för Centerpartiet i kommun, landsting, riksdag och Europaparlamentet. Hon har även varit aktiv inom Sveriges Elevkårer.
Efter valet 2014 blev hon återigen riksdagsledamot och satt knappt ett år innan hon 31 juli 2015 avgick. I riksdagen var hon vice ordförande i Miljö- och jordbruksutskottet. Mellan 2015 och 2020 var hon ordförande för Södra skogsägarna.

## Politisk karriär
Eks politiska bana började som distriktsordförande i Centerpartiet i Östergötland mellan 1993 och 1995. Hon var sedan kommunalråd i Valdemarsviks kommun 1994–1998 och landstingsledamot och ersättare i styrelsen för Östergötlands läns landsting 1994–1998.
1998 blev Ek riksdagsledamot, invald i Centerpartiets styrelse och ordförande för Centerkvinnorna. Hon fick direkt rollen som partiets ekonomisk-politiska talesperson och var pådrivande i utformningen av den nya ekonomiska politiken som banade väg för samarbetet mellan de borgerliga riksdagspartierna. År 2000 blev hon invald i partistyrelsens verkställande utskott. När Lennart Daléus avgick som Centerpartiets ordförande 2001 kandiderade Lena Ek och Maud Olofsson till ordförandeposten. Från 2004 var Ek ledamot av Europaparlamentet. År 2011 blev hon Sveriges miljöminister fram till 2014.
Ek har under många år varit starkt pådrivande för en liberal centerlinje i livsstilsfrågor som homosexuellas rättigheter och fri rörlighet över gränserna. Som ordförande för Centerkvinnorna har hon dessutom engagerat sig för jämställdhet och feminism.

### Kommunalpolitik
Som kommunalråd i Valdemarsviks kommun och landstingsråd i Östergötlands läns landsting 1994–1998 verkade Ek mycket med regional utveckling. Under denna tid var hon ordförande för 22 kommuners utvärderingsarbete efter Sveriges inträde i Europeiska unionen.

### Riksdagen
Mellan 1998 och 2004 var Lena Ek ledamot av Sveriges riksdag. Som partiets ekonomisk-politiska talesperson under denna tid var hon en av de starka drivkrafterna bakom Centerpartiets förnyelse. Efter samarbetsåren med socialdemokraterna 1995–1998 var Ek en av initiativtagarna till den första ekonomiska reservationen som gjordes tillsammans med de övriga borgerliga partierna. 

### Europaparlamentet
Ek var 2004–2011 Centerpartiets europaparlamentariker. Som sådan var hon medlem av Europaparlamentets liberala partigrupp, Gruppen Alliansen liberaler och demokrater för Europa (ALDE), och gruppledare för denna i parlamentets industri-, forsknings-, och energiutskott (ITRE). Hon var även ersättare i jämställdhets- (FEMM) och jordbruksutskotten (AGRI), vice ordförande i delegationen till den gemensamma parlamentarikerkommittén EU–Kroatien och ALDE:s talesperson för Europa 2020-strategin. Under mandatperioden 2004–2009 satt hon i miljöutskottet (ENVI), i ITRE, i FEMM och i det tillfälliga utskottet för klimatförändringar (CLIM). 
Under sin tid som Europaparlamentariker har Ek fått stort inflytande över miljö, klimat- och energifrågor. Fram till 2006 var hon en av parlamentets huvudförhandlare av EU:s gemensamma kemikalielagstiftning REACH. 
Under 2008 var hon en av huvudförhandlarna av Europeiska unionens direktiv om handel med utsläppsrätter (ETS), en av de fyra beståndsdelarna i EU:s så kallade klimatpaket. Hon tillskrivs bland annat satsningar på problemen med avskogning och investeringar i energieffektiviseringar. 
2008 blev Ek också vald till vice ordförande i Europeiska liberala, demokratiska och reformistiska partiet (ELDR), ett europeiskt parti som består av 57 nationella partier från hela Europa.
Ek har vid två tillfällen blivit utsedd till ”Sveriges bästa europaparlamentariker”. 2008 blev hon korad till Sveriges sjätte mäktigaste person på energiområdet av tidningen Ny Teknik. 2009 hamnade hon på tjugoandra plats över Sveriges makthavare på miljöområdet i en rangordning som gjordes av Dagens Miljö. 2010 hamnade Ek på plats 68 i tidskriften Fokus årliga lista över de 100 mäktigaste personerna i Sverige.
Inför Europaparlamentsvalet 2009 stod hon för andra gången som förstanamn på Centerpartiets kandidatlista och blev invald med 8 550 personkryss (34,4 %).

## Akademisk karriär
Lena Ek är juris kandidat från Lunds universitet. Hon har genomgått forskarutbildning i internationell rätt och har undervisat i folkrätt och rättshistoria som extra ordinarie universitetslektor vid juridiska fakulteten i Lund mellan 1987 och 1994. Under Lundatiden var hon ordförande i Juridiska föreningen, aktiv i Lundaspexarna och bostadsombudsman vid studentbostadsstiftelsen AF Bostäder.
I maj 2011 blev Lena Ek utsedd till hedersdoktor vid Lunds tekniska högskola för sina insatser för att främja den miljödrivna teknikutvecklingen. I anledning av detta samt hennes tidigare studentikosa insatser har hennes näsa avgjutits och införlivas med Nasoteket på Akademiska föreningen i Lund. Ordningsnummer 155.

## Styrelseuppdrag
Ek är och har varit medlem i styrelser för ett flertal företag och organisationer som Exselent Porous Materials, Swedish Brain Power, Södra, Stockholm Environment Institute, Södra Gapro AB, Norrköpings hamn AB och Kungliga Tekniska högskolan. Sedan 2015 är hon ordförande för skogsägarna i Södra.

## Familj
Ek bor i Gryts socken i Östergötland. Hennes familj består av man och fyra barn, varav sonen Magnus Ek var förbundsordförande för Centerpartiets ungdomsförbund mellan 2015 och 2019.